# Leptoceletes pallidus
Leptoceletes pallidus là một loài bọ cánh cứng trong họ Lycidae. Loài này được Green miêu tả khoa học năm 1952.